# رستي ويلوبي
رستي ويلوبي (بالإنجليزية: Rusty Willoughby)‏ هو كاتب أغاني أمريكي، ولد في 30 يونيو 1966.

## وصلات خارجية
- رستي ويلوبي على موقع IMDb (الإنجليزية)
- رستي ويلوبي على موقع ميوزك برينز (الإنجليزية)
- رستي ويلوبي على موقع أول ميوزيك (الإنجليزية)
- رستي ويلوبي على موقع ديسكوغز (الإنجليزية)